# Westelijk Dwarskanaal
Het Westelijk Dwarskanaal is een voormalig kanaalwaterschap in de Nederlandse provincie Groningen.
Het kanaal lag ten noorden van Schildwolde. Nadat het kanaal was aangelegd als westelijk zijkanaal van de Haansvaart, werd er voor het onderhoud een waterschap opgericht.
Waterstaatkundig gezien ligt het gebied sinds 2000 binnen dat van het waterschap Hunze en Aa's.